# Boussoukro
Boussoukro est un village situé dans le Sud de la Côte d'Ivoire dans le district des Lagunes. Cette localité appartient au département de Tiassalé et à la sous préfecture de N'Douci, dans la région de Agnéby-Tiassa.